# Jerome Robbins
Jerome Robbins (Nova Iorque, 11 de outubro de 1918 — Nova Iorque, 29 de julho de 1998) foi um cineasta norte-americano.

## Filmografia

### Diretor
- West Side Story (pt: West Side Story – Amor Sem Barreiras; br.:Amor, Sublime Amor) (1961)
- The Ford 50th Anniversary Show (1953) (televisão)

### Coreógrafo
- West Side Story (pt: West Side Story – Amor Sem Barreiras; br.:Amor, Sublime Amor) (1961)
- Gypsy (1993) (televisão) (1993)
- Live from Studio 8H: An Evening with Jerome Robbins (televisão) (1980)
- Baryshnikov at the White House (televisão) (1979)
- Fiddler on the Roof (1971)
- Peter Pan (televisão) (1960)
- The Pajama Game (1957)
- The King and I (1956)
- Producers' Showcase (1 episódio) (1955)

### Roteirista
- Peter Pan (televisão) (adaptação da versão de 1954) (2000)
- West Side Story (pt: West Side Story – Amor Sem Barreiras; br.:Amor, Sublime Amor) (1961)
- Peter Pan (televisão) (adaptação) (1960)
- Producers' Showcase (Episódio 1) (1955)
- Peter Pan (Episódio TV) (adaptação) (1955)
- On the Town (1949)

## Premiações
- Indicado ao Globo de Ouro (1962) na categoria Melhor Diretor por "Amor, Sublime Amor" (1961)
- Vencedor do Óscar (1962) na categoria Melhor Diretor por "Amor, Sublime Amor" (1961) e no Oscar Honorário pelo seu trabalho na indústria.